# Eleccions parlamentàries poloneses de 2005
Les Eleccions parlamentàries poloneses de 2005 es van celebrar a Polònia el 25 de setembre de 2005 per a renovar l'Assemblea Nacional de Polònia, formada pel Seim de 460 diputats i el Senat de 100 membres. El partit més votat fou Dret i Justícia, qui formà una coalició amb Autodefensa de la República de Polònia i la Lliga de les Famílies Poloneses. Kazimierz Marcinkiewicz fou nomenat primer ministre de Polònia fins que va dimitir el 2006 i fou substituït per Jarosław Kaczyński.
Resum dels resultats electorals de 25 de setembre de 2005 a l'Assemblea Nacional de Polònia
| Partits | Partits                                                                                    | Vots       | %    | Escons al Sejm | +/-  | Escons al Senat |
| --- | ------------------------------------------------------------------------------------------ | ---------- | ---- | -------------- | ---- | --------------- |
| | Dret i Justícia (Prawo i Sprawiedliwość, PiS)                                              | 3,185,714  | 27.0 | 155            | +111 | 49              |
| | Plataforma Cívica (Platforma Obywatelska, PO)                                              | 2,849,259  | 24.1 | 133            | +68  | 34              |
| | Autodefensa de la República de Polònia (Samoobrona RP)                                     | 1,347,355  | 11.4 | 56             | +3   | 3               |
| | Aliança de l'Esquerra Democràtica (Sojusz Lewicy Demokratycznej, SLD)                      | 1,335,257  | 11.3 | 55             | -161 | -               |
| | Lliga de les Famílies Poloneses (Liga Polskich Rodzin, LPR)                                | 940,726    | 8.0  | 34             | -4   | 7               |
| | Partit Popular Polonès (Polskie Stronnictwo Ludowe, PSL)                                   | 821,656    | 7.0  | 25             | -17  | 2               |
| | Socialdemocràcia de Polònia (Socjaldemokracja Polska, SDPL)                                | 459,380    | 3.9  | -              |      | -               |
| | Partit Democràtic (Partia Demokratyczna)                                                   | 289,276    | 2.5  | -              |      | -               |
| | Plataforma Janusz Korwin-Mikke (Platforma Janusza Korwin-Mikke, PJKM)                      | 185,885    | 1.6  | -              |      | -               |
| | Moviment Patriòtic (Ruch Patriotyczny)                                                     | 124,038    | 1.1  | -              |      | -               |
| | Partit Polonès del Treball (Polska Partia Pracy, PPP)                                      | 91,266     | 0.8  | -              |      | -               |
| | Comitè Electoral de la Minoria Alemanya (Komitet Wyborczy Mniejszość Niemiecka)            | 34,469     | 0.3  | 2              |      |                 |
| | Partit Nacional Polonès (Polska Partia Narodowa)                                           | 34,127     | 0.3  | -              |      |                 |
| | Casa Nadiua (Dom Ojczysty)                                                                 | 32,863     | 0.3  | -              |      |                 |
| | Centre (Centrum)                                                                           | 21,893     | 0.2  | -              |      |                 |
| | Coalició Cívica Panpolonesa (Ogólnopolska Koalicja Obywatelska)                            | 16,251     | 0.1  | -              |      |                 |
| | Partit Iniciativa de la República de Polònia (Partia Inicjatywa Rzeczypospolitej Polskiej) | 11,914     | 0.1  | -              |      |                 |
| | Confederació Polonesa - Dignitat i Treball (Polska Konfederacja - Godność i Praca)         | 8,353      | 0.1  | -              |      |                 |
| | Renaixement Nacional de Polònia (Narodowe Odrodzenie Polski)                               | 7,376      | 0.1  | -              |      |                 |
| | Minoria Alemanya de Silèsia (Mniejszość Niemiecka Śląska)                                  | 5,581      | 0.1  | -              |      |                 |
| | Partit del Treball (Stronnictwo Pracy)                                                     | 1,019      | 0.01 | -              |      |                 |
| | Rescatadors Socials (Społeczni Ratownicy)                                                  | 982        | 0.01 | -              |      |                 |
| | Independents                                                                               |            |      |                |      | 5               |
| | Total (participació 40,6%)                                                                 | 11,804,676 |      | 460            |      | 100             |
| - Votants enregistrats: 30,338,316 - Votes comptabilitzats: 12,255,875 - Vots nuls: 451,199 - Vots vàlids: 11,804,676 |                                                                                            |            |      |                |      |                 |